# Villa Poppaea
Villa Poppaea hay là Dinh thự Poppaea là một dinh thự La Mã nằm trên khu vực bờ biển giữa Napoli và Sorrento, miền Nam Ý. Nó được các nhà khảo cổ gọi với tên là Dinh thự Oplontis hay Oplontis. Bản thân của dinh thự này là một cấu trúc lớn nằm tại thị trấn La Mã cổ đại Oplontis (thuộc Torre Annunziata ngày nay), dưới mặt đất hiện tại khoảng mười mét. Bằng chứng cho thấy dinh thự này thuộc sở hữu của Hoàng đế Nero và được cho là nơi ở chính của người vợ thứ hai của ông Poppaea Sabina khi bà không ở Rome.

## Kế hoạch xây dựng
Đây là dinh thự hoành tráng đặc trưng bởi các nghi lễ và hoạt động giải trí thông qua không gian và họa tiết trang trí. Giống như nhiều dinh thự khác trong khu vực này, nó có dấu hiệu là đã được tu sửa, có lẽ là để sửa chữa thiệt hại do trận động đất năm 62 gây ra. Phần cổ nhất của dinh thự nằm quanh sân trước có niên đại từ thế kỷ 1 TCN. Quá trình tu sửa đã mở rộng dinh thự này về phía đông với việc bổ sung thêm các phòng tiếp khách và dịch vụ, khu vườn cùng một bể bơi lớn.

## Mô tả
Dinh thự này có nhiều bức bích họa được bảo tồn nguyên vẹn do sự phun trào của núi lửa Vesuvius. Những bức tường trang trí nổi bật cả về hình thức và màu sắc. Nhiều trong số đó mang "Phong cách thứ hai" (còn được gọi là Phong cách Kiến trúc) trong Hội họa La Mã cổ đại có niên đại từ 90-25 TCN theo phân loại của August Mau năm 1899. Nó bao gồm nhiều họa tiết Đánh lừa thị giác như cửa sổ, cửa ra vào, cột sơn màu.
Bức bích họa trong phòng tắm hơi mô tả hình tượng Hercules trong khu vườn Hesperides được vẽ theo phong cách "Phong cách thứ ba (Phong cách Hoa mỹ) có niên đại từ năm 25-40. Nó hình thành lên một loại đền thờ xung quanh một cảnh trung tâm, thường là liên quan đến yếu tố thần thoại.
Về phía tây của phòng ăn là một Oecus lớn với phòng khách chính của dinh thự La Mã. Căn phòng này cũng có các bức bích họa theo Phong cách thứ hai. Bức tường phía đông bao gồm một số chi tiết tuyệt vời như mặt nạ nhà hát và con công.